# Amphidium
Amphidium, rod pravih mahovina, smješten u porodicu Rhabdoweisiaceae ili Orthotrichaceae Arn., dio reda Dicranales Dixon. Postoje nekoliko vrsta.
Rod je isptrva klasificiran porodici Zygondontaceae kada je Schimper 1856 opisao vrste Amphidium lapponicum i Amphidium mougeotii. Brotherus (1924) klasificira ga potporodici Rhabdoweisioideae (porodica Dicranaceae) a slijede ga i Walter (1983) i Allen (2002). Amphidium mnogi autori kasnije uključuju u porodicu Orthotrichaceae (Vitt 1984; 1994; Rooy 1992; Vitt et al. 1993; Gradstein et al. 2001). Ochyra et al. (2003) sugeriraju da vrste Amphidium treba smjestiti u potporodicu Amphidioideae (porodica Dicranaceae).
Sim-Sim et al. (2017) rekonstruirali su filogeniju ovog roda korištenjem morfoloških i anatomskih karakteristika, te ukazali na šest vrsta za rod: A. lapponicum, A. mougeotii, A. tortuosum, A. californicum, A. curvipes i A. asiaticum, i smješteni su u vlastitu porodicu.

## Vrste
1. Amphidium aloysii-sabaudiae G. Negri
2. Amphidium asiaticum Sim-Sim, Afonina & M. Stech
3. Amphidium brevifolium Broth.
4. Amphidium californicum (Hampe ex Müll. Hal.) Broth.
5. Amphidium clastophyllum Cardot
6. Amphidium curvipes (Müll. Hal.) Broth.
7. Amphidium lapponicum (Hedw.) Schimp.
8. Amphidium letestui Thér. & P. de la Varde
9. Amphidium mougeotii (Bruch & Schimp.) Schimp.
10. Amphidium papillosum E.B. Bartram
11. Amphidium remotidens (Müll. Hal.) Broth.
12. Amphidium tortuosum (Hornsch.) Cufod.